# 周悼王
周悼王（？—前520年），姓姬，名猛，中國東周君主，諡號悼王，未即位时称王子猛，即位后称王猛。他是周景王的儿子，景王病重時，囑咐大夫賓孟立王子朝。景王死，國人立王子猛為王，是為悼王。悼王後來被王子朝殺死。
周悼王为周景王之子。《左传》记载周景王十八年（前527年），其太子寿和王后去世。其后围绕着周景王的太子人选，朝中形成了对立的两派。一派为支持王子猛的大夫单子单穆公、刘子刘文公。另一派支持王子朝，以王子朝之傅宾起（又称为“宾孟”）为代表。周景王宠爱王子朝，并杀王子猛之傅下门子（见《国语·周语下第三》，取徐元诰《国语集解》之解释）。
周景王二十五年夏四月，景王命令公卿随同自己前往北山田猎。景王计划趁此杀死单子、刘子，然后册立王子朝为太子。但计划尚未实行，周景王突然驾崩，按《左传》的说法是死于心脏病。王子猛即位为王，单子杀宾起，王猛之位初定。即位之时王猛的身份，据《史记·周本纪》是“长子”，按《国语集解》之说是景王朝的太子，对此《左传》无明确记载。《左传·昭公二十六年》记载的王子朝告诸侯文，强调了王后无子的情况下，应该立长子为太子的礼制，而批评单子、刘子为私利而立少子的行为。由此可见，王子朝和王子猛都不是景王的王后之子。而王子朝比王子猛年长。
| 前任： 周景王 | 周天子 前520年 | 繼任： 周敬王 |